# St. Johannes Evangelist (Laaber)

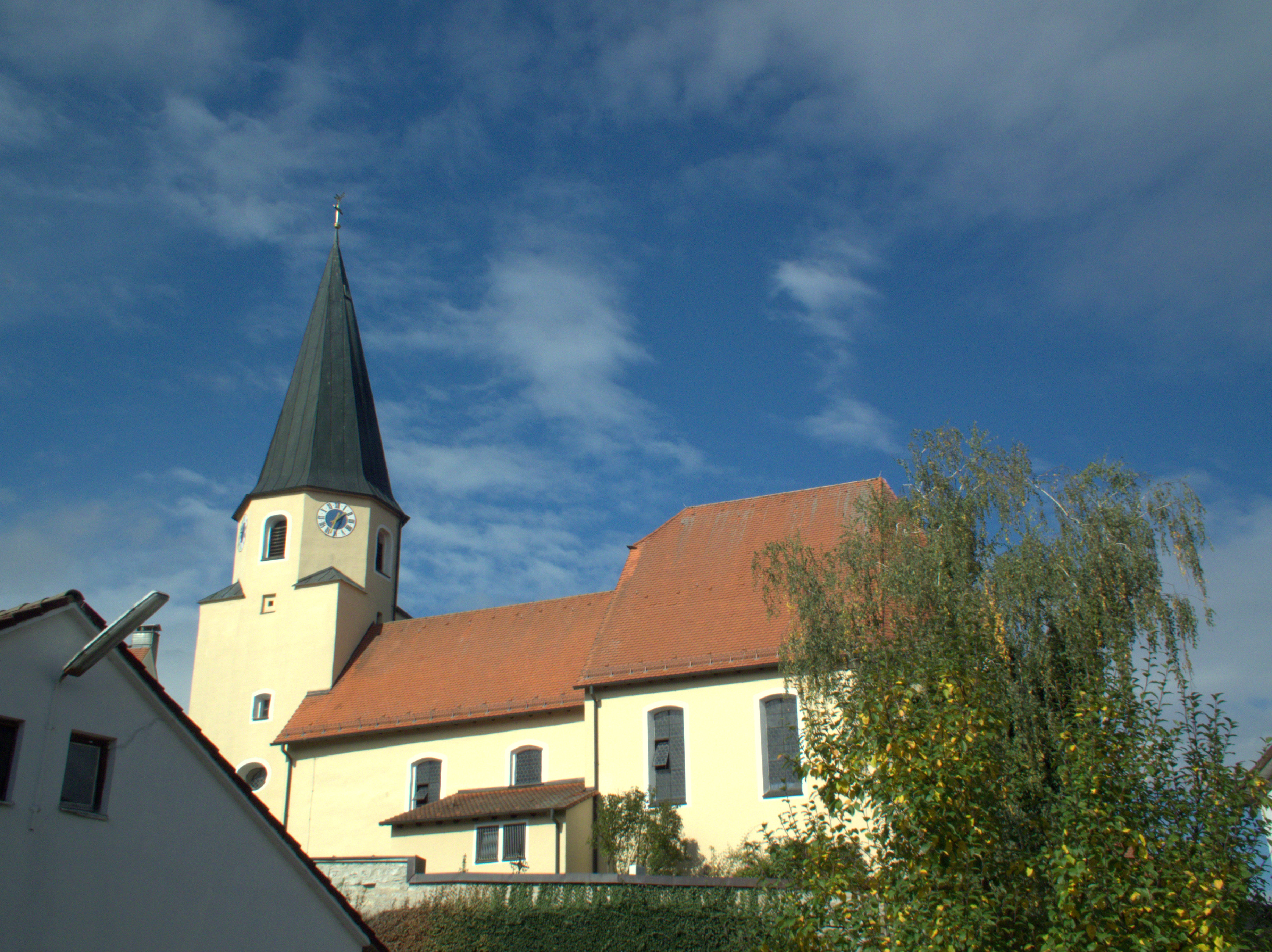
St. Johannes Evangelist (Laaber)

Die römisch-katholische, denkmalgeschützte Expositurkirche St. Johannes Evangelist, die ehemalige Burgkapelle des Schlosses Pilsach steht in Laaber, einem Gemeindeteil der Gemeinde Pilsach im Landkreis Neumarkt in der Oberpfalz. Die Kirche gehört zum Bistum Eichstätt. Das Bauwerk ist unter der Denkmalnummer D-3-73-153-22 als Baudenkmal in die Bayerische Denkmalliste eingetragen.

## Beschreibung
Die im Kern romanische Saalkirche wurde 1486 umgestaltet. Der Kirchturm auf quadratischem Grundriss wurde im 17. Jahrhundert im Westen des Langhauses angefügt. Sein oberstes achteckiges Geschoss beherbergt die Turmuhr und den Glockenstuhl. Darauf sitzt ein spitzer Helm. Der Chor im Osten wurde 1980–82 beträchtlich erweitert. Er ist dreiseitig abgeschlossen.
Der Innenraum des Langhauses ist mit einer Flachdecke überspannt, der breitere Chor mit einem Spiegelgewölbe. Die Deckenmalerei im Langhaus wurde 1897 von Georg Lang gestaltet. Zur Kirchenausstattung gehört der von zwei Statuen flankierte Hochaltar, dessen Altarretabel in nazarenischer Kunst gemalt wurde. 